# 佐野陽光
佐野 陽光（さの あきみつ、1973年5月1日 - ）は、日本の実業家。クックパッド創業者。

## 経歴・人物
東京都生まれ。建設会社に勤めていた父親の転勤により、シンガポールで8年、米国ロサンゼルスで4年間を過ごし、ロサンゼルスの高校を卒業。
長期の外国暮らしにおける不自由・不規則な食生活や生活習慣がきっかけで、食の大切さや料理が家族を幸せにするという信条を持つに至った。帰国後の1993年、慶應義塾大学環境情報学部に入学する。
1997年、同大学を卒業。企業に就職せずに、同年10月にクックパッドの前身となる有限会社コインを神奈川県藤沢市にて設立。立ち上げ当時はまぐまぐでアルバイトしていた。1999年、「kitchen＠coin」から「クックパッド」へサイト名を変更。2009年、東京証券取引所マザーズへ上場。2011年、東京証券取引所1部に上場。
小学校時代にコンピュータ「MSX」を買い、「FM77AV」に触れる機会を持つ。大学では「スバル360」の改造や、スクーターの電動化などの実験を行っていた。そのため機械やコンピュータの知識があり、社長時代はエンジニアの採用を積極的に行っていた。